# Асламазашвили, Сурен Артёмович
Суре́н Артёмович Асламазян (арм. Սուրեն Արտեմովիչ Ասլամազյանը; 1 марта 1914 — 22 ноября 1970) — участник Великой Отечественной войны, Герой Советского Союза, гвардии старший сержант.

## Биография
Родился 1 марта 1914 года в селе Кавтисхеви (Тифлисская губерния, ныне Грузия). Получил начальное образование, работал на авторемонтном заводе в городе Тбилиси.
В Советской Армии с 1941 года. В действующей армии с августа 1942 года, гвардии сержант. В боях за Днепр был командиром отделения противотанковых ружей 109-го гвардейского отдельного истребительного противотанкового дивизиона 110-й гвардейской стрелковой дивизии (37-я армия, Степной фронт). Отличился в боях по удержанию плацдарма на правом берегу Днепра южнее города Кременчуг в октябре 1943 года. 14 октября, когда противник 6-ю танками прорвал оборону стрелкового подразделений в районе высоты с отметкой 177,1 м из единственно уцелевшего противотанкового ружья лично подбил 4 танка. А когда к его окопу стали подползать гитлеровские автоматчики, он, несмотря на полученное ранение, продолжал отражать вражескую атаку до подхода подкрепления
Указом Президиума Верховного Совета СССР «О присвоении звания Героя Советского Союза офицерскому, сержантскому и рядовому составу Красной Армии» от 22 февраля 1944 года за «образцовое выполнение боевых заданий командования при форсировании реки Днепр, развитие боевых успехов на правом берегу реки и проявленные при этом отвагу и геройство» был удостоен звания Героя Советского Союза с вручением ордена Ленина и медали «Золотая Звезда» (2502).
После войны был демобилизован, жил в родном селе. Умер в 1970 году.

## Награды
- Медаль «Золотая Звезда» Героя Советского Союза[источник?]
- Орден Ленина
- Медали, в том числе:
  - Медаль «За победу над Германией в Великой Отечественной войне 1941—1945 гг.»
  - Юбилейная медаль «Двадцать лет Победы в Великой Отечественной войне 1941—1945 гг.»